# R. City
Gli R. City (conosciuti anche come Rock City e precedentemente Planet VI) sono un duo musicale statunitense composto dai fratelli Theron "Uptown AP" Thomas e Timothy "A.I." Thomas. Noti principalmente come produttori, nel corso della loro carriera hanno lavorato per artisti come Miley Cyrus, Beyoncé, Rihanna,Adam Levine, Ariana Grande, Fergie, Justin Bieber, Pussycat Dolls, R. Kelly, Mary J. Blige, Ciara, Jennifer Lopez e Lizzo. Il duo ha lavorato anche agli album vincitori di Grammy Unapologetic e Jennifer Hudson. I due hanno comunque lavorato anche come cantanti e rapper, pubblicando vari singoli e un album in studio.

## Storia del gruppo
Dopo aver iniziato a frequentare il mondo della musica già da ragazzini grazie al lavoro di ballerini di fila durante alcuni spettacoli dal vivo, Trasferitasi dalle Isole Vergini a Miami, a partire dal 2003 il duo inizia ad ottenere una certa notorietà esibendosi come DJs in vari locali. Nel 2006 fanno il loro debutto discografico collaborando con Blak Jak nel brano All I Know, mentre dall'anno successivo iniziano a produrre canzoni per artisti di successo: la loro prima produzione, Take You There di Sean Kingston, è un successo internazionale in grado di piazzarsi in varie top 10 in giro per il mondo, inclusa quella della Billboard Hot 100. Dopo varie altre produzioni per artisti del calibro di Leona Lewis e R. Kelly, fra 2008 e 2009 il duo produce due singoli dall'enorme successo internazionale quali When I Grow Up delle Pussycat Dolls e Replay di Iyaz. 
Nel 2009 prendono parte alla produzione del singolo di Jennifer Hudson If This Isn't Love, incluso nell'album vincitore di Grammy Jennifer Hudson. Il gruppo inizia nel contempo ad autoprodurre dei mixtape, resi successivamente disponibili per il download gratuito. Nel 2010 il duo produce musica per artisti di grande successo come Janet Jackson, Justin Bieber, Akon e Rihanna: per quest'ultima produce anche il successo internazionale Man Down. Tra 2013 e 2014 producono altri singoli di grande successo internazionale come We Can't Stop e 23 di Miley Cyrus, Shower di Becky G e Pour It Up di Rihanna, oltre a lavorare con altri artisti molto noti Beyoncé, Kelly Rowland, Ciara, Ariana Grande, Future, Kanye West e Fergie. Nel 2014 il duo firma un contratto con RCA Records e Kemosabe Records, oltre ad ottenere delle nomination ai Grammy proprio per i lavori firmati per Miley Cyrus e Ariana Grande. Contestualmente, l'album Unapologetic di Rihanna (in cui è inclusa Pour It Up) vince un Grammy Award come album R&B dell'anno.
Nel 2015 ottengono il loro primo successo da artisti principali grazie al singolo Locked Away in collaborazione con Adam Levine, oltre a continuare a produrre musica per artisti come Ciara (I Bet, Dance Like We're Making Love), Nicki Minaj (Only, The Night Is Still Young) e Fifth Harmony. Sempre nel 2015 pubblicano il loro primo album come interpreti, What Dreams Are Made Of, che raggiunge la posizione 25 nella Billboard 200. Nel 2016 lavorano principalmente con artisti R&B come Usher (No Limit), Fantasia e Beyoncé (All Night), tuttavia collabora anche con Jennifer Lopez producendo il singolo dal moderato successo Ain't Your Mama. Negli anni successivi si concentrano principalmente su produzioni pop, lavorando con artisti come Camila Cabello, Kim Petras, Charli XCX e Lizzo: per quest'ultima in particolare producono anche Juice, il primo successo internazionale dell'artista.

## Discografia

### Album
- 2015 – What Dreams Are Made Of
- 2023 – This Is Not a Drill....This Is Really Happening

### Singoli
- 2008 – Loosin' It
- 2014 – I'm That (feat. 2 Chainz)
- 2015 – Locked Away (feat. Adam Levine)
- 2015 – Make Up (feat. Chloe Angelides)
- 2017 – Under the Skin (feat. SeeB)

## Produzioni per altri artisti
| Anno | Titolo brano                        | Interprete                                                 |
| ---- | ----------------------------------- | ---------------------------------------------------------- |
| 2007 | Take You There                      | Sean Kingston                                              |
| 2007 | Misses Glass                        | Leona Lewis                                                |
| 2007 | Supervillain                        | Nicole Scherzinger                                         |
| 2007 | Music for Love                      | Mario                                                      |
| 2008 | Pull It on Ya                       | Piles feat. Chris J.                                       |
| 2008 | Rock Star                           | Prima J.                                                   |
| 2008 | When I Grow Up                      | Pussycat Dolls                                             |
| 2009 | Crazy Night                         | R. Kelly                                                   |
| 2009 | Replay                              | Iyaz                                                       |
| 2009 | If This Isn't Love                  | Jennifer Hudson                                            |
| 2010 | Runaway Love                        | Justin Bieber                                              |
| 2010 | Man Down                            | Rihanna                                                    |
| 2010 | Raining Men                         | Rihanna                                                    |
| 2010 | Heartbeat Love                      | Janet Jackson feat. Pitbull, Machel Montano e R. City      |
| 2010 | Something Like a Party              | School Gyrls                                               |
| 2010 | Tongues                             | R. Kelly e Ludacris                                        |
| 2010 | Oh Africa                           | Akon feat. Keri Hilson                                     |
| 2011 | Welcome to St. Tropez               | DJ Antoine feat. Kalerina                                  |
| 2011 | Eat It Up                           | Git Fresh                                                  |
| 2012 | So Many Girls                       | DJ Drama feat. Tyga, Wale e Roscoe Dash                    |
| 2012 | Pledge of Allegiance                | DJ Drama feat. Wiz Khalifa, B.o.B e Planet VI              |
| 2012 | Time after Time                     | Angel                                                      |
| 2012 | Murda Bizness                       | Iggy Azalea feat. T.I.                                     |
| 2013 | 23                                  | Mike Will Made It feat. Wiz Khalifa, Juicy J e Miley Cyrus |
| 2013 | We Can't Stop                       | Miley Cyrus                                                |
| 2013 | Someone Else                        | Miley Cyrus                                                |
| 2013 | Bow Down/I Been On                  | Beyoncé                                                    |
| 2013 | Kisses Down Low                     | Kelly Rowland                                              |
| 2013 | I'm Out                             | Ciara feat. Nicki Minaj                                    |
| 2013 | Pretty Brown Eyes                   | Cody Simpson                                               |
| 2013 | Win Win                             | B. Smyth feat. Future                                      |
| 2013 | Pour It Up                          | Rihanna                                                    |
| 2013 | Neva End                            | Future feat. Kelly Rowland                                 |
| 2013 | Ain't Worried About Nothin' (Remix) | French Montana feat. Miley Cyrus                           |
| 2013 | Know You Better                     | Omarion                                                    |
| 2013 | It's the Weekend                    | Netta Brielle feat. B.o.B.                                 |
| 2013 | All I Want                          | B.o.B.                                                     |
| 2013 | Pure White                          | Doughboyz Cashout                                          |
| 2013 | Wicked                              | Veronica Vega                                              |
| 2014 | I Won                               | Future feat. Kanye West                                    |
| 2014 | Everything Reminds Me of You        | Tessanne Chin                                              |
| 2014 | Shower                              | Becky G                                                    |
| 2014 | Can't Stop Dancin'                  | Becky G                                                    |
| 2014 | Buy the World                       | Mike Will Made It feat. Lil Wayne, Future e Kendrick Lamar |
| 2014 | Fuck Love                           | Iggy Azalea                                                |
| 2014 | Low                                 | Juicy J feat. Nicki Minaj, Lil Bibby e Young Thug          |
| 2014 | My Main                             | Mila J feat. 2 Chainz                                      |
| 2014 | Party Ain't a Party                 | Jamie Foxx feat. 2 Chainz                                  |
| 2014 | Be My Baby                          | Ariana Grande feat. Cashmere Cat                           |
| 2014 | Rich                                | Kirko Bangz feat. August Alsina                            |
| 2014 | L.A. Love (La La)                   | Fergie                                                     |
| 2014 | I Don't Mind                        | Usher feat. Juicy J                                        |
| 2014 | Only                                | Nicki Minaj feat. Chris Brown, Drake e Lil Wayne           |
| 2014 | Trini Dem Girls                     | Nicki Minaj feat. Lunchmoney Lewis                         |
| 2014 | The Night Is Still Young            | Nicki Minaj                                                |
| 2014 | In This Bitch                       | NLA                                                        |
| 2015 | Damn                                | Candice Glover                                             |
| 2015 | Passenger                           | Candice Glover                                             |
| 2015 | Kiss Me                             | Candice Glover                                             |
| 2015 | This Is How We Roll                 | Fifth Harmony                                              |
| 2015 | Body Rock                           | Fifth Harmony                                              |
| 2015 | I Bet                               | Ciara                                                      |
| 2015 | Lullaby                             | Ciara                                                      |
| 2015 | Dance Like We're Making Love        | Ciara                                                      |
| 2015 | Give Me Love                        | Ciara                                                      |
| 2015 | Kiss & Tell                         | Ciara                                                      |
| 2015 | All Good                            | Ciara                                                      |
| 2015 | Only One                            | Ciara                                                      |
| 2015 | Keep It 100                         | Keri Hilson feat. Young Thug                               |
| 2016 | Ain't Your Mama                     | Jennifer Lopez                                             |
| 2016 | All Night                           | Beyoncé                                                    |
| 2016 | Everybody                           | Elliphant feat. Azealia Banks                              |
| 2016 | Love Me Badder                      | Elliphant                                                  |
| 2016 | No Limit                            | Usher                                                      |
| 2016 | So Blue                             | Fantasia                                                   |
| 2017 | That's It                           | Bebe Rexha feat. Gucci Mane e 2 Chainz                     |
| 2017 | I Got Time                          | Bebe Rexha                                                 |
| 2017 | Love Incredible                     | Cashmere Cat feat. Camila Cabello                          |
| 2019 | Juice                               | Lizzo                                                      |
| 2019 | Lingerie                            | Lizzo                                                      |
| 2019 | Tempo                               | Lizzo feat. Missy Elliott                                  |
| 2019 | Exactly How I Feel                  | Lizzo feat. Gucci Mane                                     |
| 2019 | Icy                                 | Kim Petras                                                 |
| 2019 | Sweet Spot                          | Kim Petras                                                 |
| 2019 | Personal Hell                       | Kim Petras                                                 |
| 2019 | Broken                              | Kim Petras                                                 |
| 2019 | Blow It All                         | Kim Petras                                                 |
| 2019 | Do Me                               | Kim Petras                                                 |
| 2019 | Shinin                              | Kim Petras                                                 |
| 2019 | Click                               | Kim Petras                                                 |